# Lijst van rijksmonumenten in Neer
De plaats Neer telt 10 inschrijvingen in het rijksmonumentenregister. Hieronder een overzicht.
| Object                                               | Oorspronkelijke functie?  | Bouwjaar            | Architect       | Locatie                | Coördinaten?                  | Nr.?   | Afbeelding                     |
| ---------------------------------------------------- | ------------------------- | ------------------- | --------------- | ---------------------- | ----------------------------- | ------ | ------------------------------ |
| Groot huis                                           | Woonhuis                  | 18e eeuw            |                 | Bergerstraat 23        | 51° 15' 33" NB, 5° 59' 30" OL | 30327  | Groot huis                     |
| Friedesse Molen                                      | Industrie- en poldermolen | 1717                |                 | Friedesemolen 2        | 51° 15' 31" NB, 5° 59' 31" OL | 30328  | Meer afbeeldingen              |
| Tegen de helling bij kerk gebouwd huis met schilddak | Woonhuis                  | 1818 (ankerjaartal) |                 | Kerkplein 2            | 51° 15' 36" NB, 5° 59' 19" OL | 30329  | Meer afbeeldingen              |
| Sint-Martinuskerk                                    | Kerk en kerkonderdeel     | 1909                | Caspar Franssen | Kerkplein 4            | 51° 15' 36" NB, 5° 59' 19" OL | 522200 | Meer afbeeldingen              |
| Huis met zadeldak tussen gezwenkte gevels            | Woonhuis                  | 1667 (ankers)       |                 | Engelmanstraat 13      | 51° 15' 33" NB, 5° 59' 15" OL | 30332  | Meer afbeeldingen              |
| Keizerbosch                                          | Klooster, kloosteronderdl | midden 18e eeuw     |                 | Keizerbos 1            | 51° 15' 55" NB, 5° 58' 37" OL | 30334  | Keizerbosch                    |
| Onze Lieve Vrouw/Mariakapel                          | Kapel                     | 1711                |                 | Leudalweg 10           | 51° 15' 29" NB, 5° 58' 36" OL | 30335  | Meer afbeeldingen              |
| Voormalige schutsluis                                | Waterkering en -doorlaat  | 1859-1861           |                 | Kanaaldijk tegenover 5 | 51° 17' 14" NB, 5° 59' 6" OL  | 522198 | Voormalige schutsluis          |
| Voormalige sluiswachterswoning                       | Dienstwoning              | 1854-1857           |                 | Kanaaldijk 5           | 51° 17' 21" NB, 5° 58' 46" OL | 522199 | Voormalige sluiswachterswoning |